# Lokaler Oszillator

Prinzip eines Aufwärtsmischers

Prinzip eines Abwärtsmischers

Darstellung im Frequenzbereich

Ein lokaler Oszillator oder Lokaloszillator (kurz LO) ist die Bezeichnung für einen Oszillator, der eine Hilfsfrequenz erzeugt. Mit seiner Hilfe wird mit einem Mischer die Sende- oder Empfangsfrequenz geändert, es entsteht die Zwischenfrequenz, kurz ZF bzw. IF für englisch Intermediate frequency.

## Anwendung
Verwendet werden Lokaloszillatoren u. a. in der Nachrichtentechnik und der Laserspektroskopie. In laserspektroskopischen Messungen dienen Laserstrahlen, also elektromagnetische Wellen, als Lokaloszillatoren.
Hauptanwendung ist der Überlagerungsempfänger, bei dem die Empfangsfrequenz auf eine tiefere, konstante (und leichter zu verarbeitende) Zwischenfrequenz (ZF) umgesetzt wird. Die benötigte Frequenz des LO lässt sich wie folgt berechnen:
LO = RF + ZF oder
LO = RF - ZF (vgl. Abb.)
mit RF = Sende- bzw. Empfangsfrequenz.
Die LO-Frequenz wird meist erzeugt mit Hilfe von
- Quarzoszillatoren oder
- VCOs (englisch voltage controlled oscillator, die durch Phasenregelschleifen (PLL) stabilisiert werden).

In einfachen Geräten setzt man auch instabile Oszillatoren wie die Dreipunktschaltung ein.

## Beispiel
Zwischenfrequenz 90 MHz, gewünschte Sendefrequenz 1,8 GHz
LO = 1,80 GHz − 90 MHz = 1,71 GHz
oder
LO = 1,80 GHz + 90 MHz = 1,89 GHz